# Boeing C-40 Clipper
O Boeing C-40 Clipper é uma aeronave de transporte VIP e militar, baseada no Boeing 737-700. É usado somente pela Força Aérea dos Estados Unidos para transportar o Presidente em viagens diplomáticas.

## Especificações (C-40A)
Dados de: Wikipédia anglófona.
Descrições gerais
- Tripulação: 5 - dois pilotos, chefe de tripulação, oficial de carga e segundo oficial de carga (o segundo oficial de carga não é incluído quando a aeronave só transporta carga)
- Capacidade: Configuração de passageiros: 121 passageiros
Configuração de carga: 8 paletes de carga
Configuração combinada: 3 paletes de carga e 70 passageiros
Capacidade total de carga: 18 000 kg (39 700 lb)
- Comprimento: 33,63 m (110 ft)
- Envergadura: 34,42 m (110 ft)
- Altura: 12,55 m (41 ft)
- Peso vazio: 57 150 kg (126 000 lb)
- Peso bruto (carregado): 61 000 kg (134 000 lb)
- Peso de decolagem: 78 000 kg (172 000 lb)

Motorização
- Número de motores: 2x
- Tipo do motor: Turbofan
- Fabricante/modelo: CFM International CFM56-7 SLST
- Empuxo por motor: 12 383 kgf (27 300 lbf) (121 kN)

Performance
- Velocidade máxima: 990 km/h (615 mph)
- Velocidade total em Nó: 534,6 kn (990 km/h)
- Alcance: 5 600 km (3 480 mi)
- Tecto de serviço: 12 500 m (41 000 ft)